# Anna Prus
Anna Prus, född 21 maj 1981 i Zielona Góra, är en polsk skådespelare.
Prus har haft roller i flera polska tv-serier och filmer. En av hennes mest kända filmroller är rollen som Ala i Snow White and Russian Red (Wojna polsko-ruska).